# Museo de los Llanos
El Museo de los Llanos (MULLA) es un museo de titularidad estatal ubicado en la ciudad de Barinas, Venezuela. Fue inaugurado el 31 de marzo del 2011, y desde entonces es gestionado por la Fundación Museos Nacionales de ese país.
El museo tiene por objetivo la preservación, exhibición y difusión de las distintas manifestaciones culturales de los llanos venezolanos, región que abarca una gran parte de la geografía del país. Así mismo, busca la conservación de su memoria histórica, y la promoción del patrimonio artístico, científico y humanístico de dicha región, así como las investigaciones culturales para su avance integral.